# Bob Tisdall
Robert Morton Newburgh "Bob" Tisdall, född 16 maj 1907 i Nuwara Eliya i Sri Lanka, död 27 juli 2004 i Nambour i Australien, var en irländsk friidrottare.
Tisdall blev olympisk mästare på 400 meter häck vid olympiska sommarspelen 1932 i Los Angeles.